# Етаккама
Етаккама (Етагама, Айтакама, Ітакама) (д/н — бл. 1335 до н. е.) — цар (лугаль) міста-держави Кадеш в 1355/1350—1335 роках до н. е.

## Життєпис
Син царя Шутатарри. Основні відомості містьяться в амарнському архиві. Посів трон Кадешу між 1355 та 1350 роками до н. е. Припускають, що він був васалом даньоєгипетського фараона Ехнатона, оскільки називає останнього паном, а себе його слугою.
В подальшому вправно маневрував між хеттською державою, міттані та Єгипетом. Підтримав хеттів на чолі із Суппілуліумою I, якого допоміг завдати поразки міттанійцям Шуттарни III. Після повернення хеттського війська до себе знову визнав владу Єгипту.
В подальшому мав конфлікт з Барьявазою, царем Дамаску, який ймовірно був якимось родичем Етакками. Останній зрештою опинився в облозі в Кадеші. Тому запросив допомогу у фараона проти Дамаску. За цих обставин Етаккама уклав союз з Азіру, царем Амурру, що в свою чергу був союзниом хеттів. За це Ехнатом оголосив царство Кадеш своїм ворогом.
Втім захоплення хеттами Каркеміша і смерть фараона Тутанхамона змінило ситуацію. Етаккама знову визнав владу Єгипту, що спричинило війну з Азіру. Проти Кадеша також виступив хеттський цар. Внаслідок облоги в Кадеші настав голод, внаслідок чого проти Етаккама виникла змова на чолі із сином Арі-тешубом, що повалив батька, став царем і уклав союз з хеттами.